# بروميتون
بروميتون هو مبيد أعشاب يستخدم للأعشاب الضارة `ذات الأوراق العريضة الحولية والمعمرة، والأجمات والنجيل بشكل رئيسي في النباتات  غير المحصولية.